# Desfiles do Dia da Vitória em Moscou em 1995

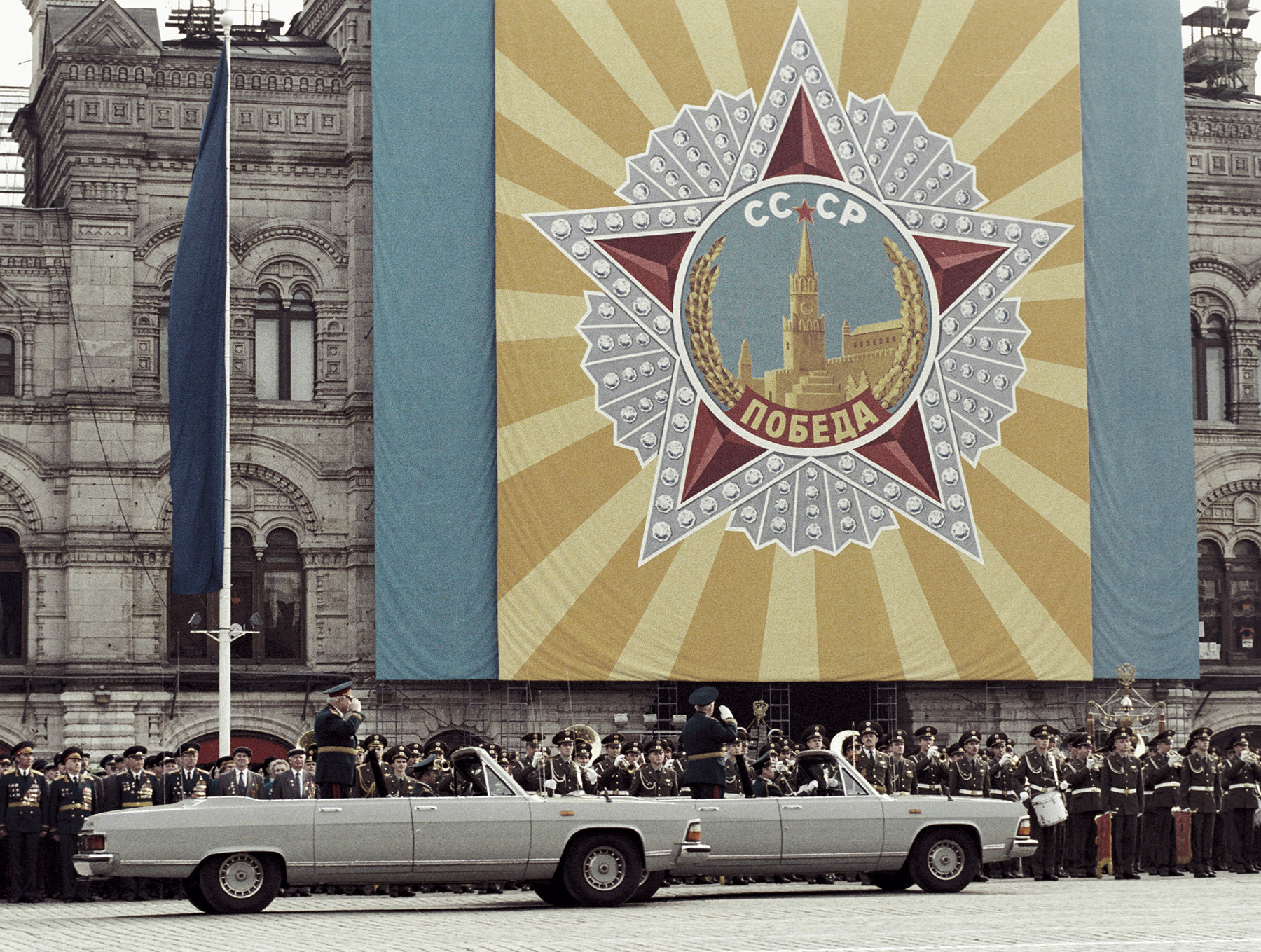
O General do Exército Vladimir Govorov e o Marechal Victor Kulikov inspecionando o desfile.

Os Desfiles do Dia da Vitória de Moscou em 1995 (em russo: Парад Победы, tr. Parad Pobedy) foram dois desfiles militares que ocorreram em 9 de maio de 1995 em Moscou para comemorar o 50º aniversário da vitória soviética sobre a Alemanha Nazista na Grande Guerra Patriótica em 1945.  Esses foram os primeiros desfiles militares pós-soviéticos realizados na Rússia. O primeiro foi realizado para veteranos na Praça Vermelha às 9:00 da manhã, seguido por outro desfile de tropas e equipamento militar na Colina Poklonnaya às 12:00 horas.

## Desfile da Colina Poklonnaya
O Desfile de Poklonnaya foi o primeiro desfile realizado após a dissolução da URSS e o único na era Iéltsin a apresentar equipamentos militares, que não seriam exibidos novamente até 2008.
O desfile foi observado por líderes russos e por dignitários estrangeiros de uma fachada provisória. As principais figuras políticas presentes foram o presidente da Federação Russa Boris Iéltsin, a primeira-dama Naina Iéltsin e o primeiro-ministro Viktor Chernomyrdin. O desfile foi inspecionado pelo Ministro da Defesa, General do Exército Pavel Grachev, que mais tarde fez o discurso principal (a última vez que o Ministro da Defesa fez tal discurso em um desfile nacional) e comandado pelo Comandante do Distrito Militar de Moscou, Coronel General Leonid Kuznetsov. Foi naquele mesmo desfile que os soldados russos desfilaram com novos uniformes militares pós-soviéticos. Foi a primeira vez desde 1957 que aeronaves participaram do desfile. 
Entre as novas adições que estrearam estavam o BMP-3, o BMD-3 , o sistema de defesa anti-aérea S-300, o BM-30 Smerch e o 2S19 Msta.

### Ordem completa do desfile no complexo Poklonnaya Hill
- General do Exército Pavel Grachev (inspetor de revisão de desfile)
- Coronel General Leonid Kuznetsov (comandante do desfile)

Bandas militares
- Bandas militares em massa do Distrito Militar de Moscou

Coluna de solo
- Corpo de Tambores do Colégio Militar de Música de Moscou
- Guarda de cor da Bandeira da Vitória
- Estandartes de Front
- Batalhão de guardas de cores regimentais, de brigada e de divisão do Exército Soviético
- 1ª Companhia de Guardas de Honra, Regimento de Comandantes Independentes
- Regimento histórico
- Academia Militar M. V. Frunze
- Universidade Militar do Ministério da Defesa da Rússia
- Academia Militar das Forças de Mísseis Estratégicos de Pedro, o Grande
- Academia Militar das Forças Blindadas de Malinovsky

- Academia de Engenharia Militar
- Academia Militar de Defesa e Controle Químico
- Academia da Força Aérea Iuri Gagarin
- Academia Zhukovsky de Engenharia da Força Aérea
- Instituto Naval de São Petersburgo

- Escola Superior de Comando Aerotransportado da Guarda Ryazan (primeira aparição)
- 98ª Divisão Aerotransportada de Guardas
- Instituto de Guardas de Fronteira de Moscou do Serviço Federal de Guarda de Fronteira "Conselho Municipal de Moscou"
- 336.ª Brigada de Infantaria Naval de Guardas da Frota do Báltico
- OMSDON Ind. Divisão Motorizada das Tropas Internas do Ministério de Assuntos Internos da Rússia "Felix Dzerzhinsky"
- Escola Militar Suvorov
- Escola Naval Nakhimov
- Escola de Treinamento de Alto Comando Militar de Moscou "Soviete Supremo da Rússia"

## Desfile da Praça Vermelha
O Desfile da Praça Vermelha foi outro desfile realizado na era pós-soviética e na era Iéltsin, porém não apresentou equipamentos militares, que só seriam exibidos novamente em 2008. Este desfile contou com todos os veteranos sobreviventes de todas as frentes marchando pela Praça Vermelha. O desfile foi observado por líderes russos do Mausoléu de Lenin e mais de 50 líderes mundiais, mais notavelmente o Secretário-Geral das Nações Unidas Boutros Boutros-Ghali, o Presidente da Comissão Europeia Jacques Santer, o Presidente dos Estados Unidos Bill Clinton, o Primeiro-Ministro Canadense Jean Chretien, o Primeiro-Ministro Britânico John Major, o Presidente Chinês Jiang Zemin, o Presidente do Azerbaijão Heydar Aliyev e o Presidente Uzbeque Islam Karimov. As principais figuras políticas presentes foram o Presidente da Federação Russa Boris Yeltsin e o Primeiro-Ministro Viktor Chernomyrdin . O desfile foi inspecionado pelo Marechal aposentado da União Soviética Viktor Kulikov e comandado pelo General aposentado do Exército Vladimir Govorov. Neste desfile, o Presidente Russo Boris Iéltsin fez seu primeiro discurso do Dia da Vitória. Este desfile também foi o único a apresentar e mostrar o Portão Ibérico e a Capela em construção na Praça Vermelha, que foi concluída no ano seguinte. Entre os notáveis participantes veteranos estava o piloto Stepan Borozenets.

### Ordem completa do desfile na Praça Vermelha
- Marechal Viktor Kulikov (inspetor de revisão do desfile)
- General do Exército Vladimir Govorov (comandante do desfile)

#### Bandas militares
- Bandas militares em massa do Distrito Militar de Moscou

Coluna de solo
- Corpo de Tambores do Colégio Militar de Música de Moscou
- Guarda de cor da Bandeira da Vitória
- Estandartes de Front

- Regimento histórico

- Contingentes de veteranos
  - Frente da Carélia
  - Frente de Leningrado
  - 1ª Frente Báltica
  - 1ª Frente Bielorrussa
  - 2ª Frente Bielorrussa
  - 3ª Frente Bielorrussa
  - 1ª Frente Ucraniana
  - 2ª Frente Ucraniana
  - 3ª Frente Ucraniana
  - 4ª Frente Ucraniana

- Escola Militar Suvorov
- Escola Naval Nakhimov
- Academia Militar M. V. Frunze
- Universidade Militar do Ministério da Defesa da Rússia
- Academia Militar das Forças de Mísseis Estratégicos de Pedro, o Grande
- Academia Militar das Forças Blindadas de Malinovsky
- 336.ª Brigada de Infantaria Naval de Guardas da Frota do Báltico
- OMSDON Ind. Divisão Motorizada das Tropas Internas do Ministério de Assuntos Internos da Rússia "Felix Dzerzhinsky"
- Tropas Aerotransportadas da Federação Russa
- Instituto de Guardas de Fronteira de Moscou do Serviço Federal de Guarda de Fronteira "Conselho Municipal de Moscou"
- Escola de Treinamento de Alto Comando Militar de Moscou "Soviete Supremo da Rússia"

## Dignitários presentes
Em março de 1995, o secretário de imprensa da Casa Branca, Mike McCurry, anunciou uma Visita de Estado do presidente Bill Clinton à Rússia nos dias 9 e 10 de maio para participar das celebrações, bem como outra visita à Ucrânia em 11 de maio.  Um dos maiores encontros de líderes mundiais na história da Rússia, o desfile de 1995 contou com a presença de um total de 56 chefes de estado e de governo estrangeiros, juntamente com 6 líderes multilaterais.  
- Boutros-Ghali, Secretário-geral das Nações Unidas [6]
- Javier Solana, Secretário-Geral da OTAN
- Ivan Korotchenya, secretário-geral da CEI
- Cornelio Sommaruga, Presidente do Comitê Internacional da Cruz Vermelha
- Federico Mayor Zaragoza, Diretor Geral da UNESCO
- Jacques Santer, Presidente da Comissão Europeia
- Tomiichi Murayama, Primeiro-ministro do Japão
- Yitzhak Rabin, Primeiro-ministro de Israel
- Jean Chretien, Primeiro Ministro do Canadá
- Hosni Mubarak, Presidente do Egito
- Bill Clinton, Presidente dos Estados Unidos da América e a Primeira-dama Hillary Clinton
- Jiang Zemin, Presidente da República Popular da China [7]
- John Major, Primeiro-ministro do Reino Unido
- François Mitterrand, Presidente da França
- Marc Forne Molne, Primeiro-Ministro de Andorra
- Helmut Kohl, Chanceler da Alemanha
- Manfred Gerlach, ex-presidente da Alemanha Oriental
- Jean-Claude Juncker, Primeiro-ministro do Luxemburgo
- Poul Nyrup Rasmussen, Primeiro-ministro da Dinamarca

- Gro Harlem Brundtland, Primeira-ministra da Noruega
- Jozsef Antall, Primeiro-ministro da Hungria
- Felipe González, Presidente do Governo da Espanha
- Mário Soares, Presidente de Portugal
- Ingvar Carlsson, Primeiro-ministro da Suécia
- Vigdis Finnbogadottir, Presidente da Islândia
- Mary Robinson, Presidente da Irlanda
- Massimo D'Alema, Primeiro-Ministro da Itália

- Wim Kok, Primeiro-ministro dos Países Baixos
- Thomas Klestil, Presidente da Áustria
- Pascal Couchepin, Chanceler da Suíça
- Jelyu Jelev, Presidente da Bulgária
- Edward Fenech Adami, Primeiro-ministro de Malta
- Glafcos Klerides, Presidente do Chipre
- Ion Iliescu, Presidente da Romênia
- Punsalmaagiin Ochirbat, Presidente da Mongólia [8]

- Konstantinos Stephanopoulos, Presidente da Grécia
- Martti Ahtisaari, Presidente da Finlândia
- Jean-Luc Dehaene, Primeiro-Ministro da Bélgica
- Tansu Çiller, Primeiro-ministro da Turquia
- Rainier III, Príncipe Soberano de Mônaco
- Michael Ritter, Vice-primeiro-ministro de Liechtenstein
- Zoran Lilic, Presidente da Iugoslávia
- Franjo Tudman, Presidente da Croácia
- Kiro Gligorov, Presidente da Macedônia
- Alija Izetbegovic, Presidente da Bósnia e Herzegovina
- Radovan Karadzic, Presidente da República Srpska

- Milan Kucan, Presidente da Eslovênia
- Michal Kovac, Presidente da Eslováquia
- Vaclav Havel, Presidente da República Checa
- Aleksander Kwasniewski, Líder da Social Democracia da República da Polônia
- Leonid Kuchma, Presidente da Ucrânia
- Heydar Aliyev, Presidente do Azerbaijão
- Levon Ter-Petrosyan, Presidente da Armênia
- Sali Berisha, Presidente da Albânia
- Eduard Shevardnadze, Presidente da Geórgia

- Nursultan Nazarbaev, Presidente do Cazaquistão
- Askar Akayev, Presidente do Quirguistão
- Mircea Snegur, Presidente da Moldávia
- Saparmyrat Niyýazow, Presidente do Turquemenistão
- Emomali Rahmon, Presidente do Tajiquistão
- Islam Karimov, Presidente do Uzbequistão
- Rafik Hariri, Primeiro-ministro do Líbano
- Lee Hong-koo, Primeiro-ministro da Coreia do Sul
- Pranab Mukherjee, Vice-primeiro-ministro da Índia [9]

- Le Duc Anh, Presidente do Vietname
- John Howard, líder da oposição da Austrália
- Don McKinnon, Ministro das Relações Exteriores da Nova Zelândia

Também estavam presentes muitos diplomatas estrangeiros e representantes de todos os veteranos da Segunda Guerra Mundial dos teatros de operações europeus e mediterrâneos.

## Música

### Música do desfile na Praça Vermelha
Inspeção e endereço
1. Jubileu Marcha Lenta "25 Anos do Exército Vermelho" (Юбилейный встречный марш "25 лет РККА) por Semyon Tchernetsky
2. Marcha Lenta das Escolas de Oficiais (Встречный Марш офицерских училищ) por Semyon Tchernetsky
3. Marcha do Regimento Preobrazhensky (Марш Преображенского Полка)
4. Marcha Lenta dos Guardas da Marinha (Гвардейский Встречный Марш Военно-Морского Флота) por Nikolai Pavlocich Ivanov-Radkevich
5. Glória (Славься) por Mikhail Glinka
6. Desfile Fanfarra 9 de maio (Парадная Фанфара “9 Мая”) por Nikolai Camokhvalov
7. Hino Estatal da Federação Russa (Canção Patriótica) – Государственный Гимн Российской Федерации (Патриотическая Песня) por Mikhail Glinka
8. Fanfarra (Фанфара)

Coluna de Veteranos e tropas
1. Nós Somos o Exército do Povo (Мы Армия Народа) por Georgy Viktorovich Mavsesyan
2. A Despedida da Eslava (Прощание Славянки) por Vasiliy Agapkin
3. Guerra Sagrada (Священная война) por Alexander Alexanderov
4. Marcha Vitória (Марш “Победа”) por Albert Mikhailovich Arutyunov
5. Marcha a partir do tema da música Em uma Colina Desconhecida (Марш на темы песни “На безымянной высоте”)
6. No abrigo (В землянке) por Alexei Surkov
7. Precisamos de Uma Vitória (Нам Нужна Одна Победа) por Bulat Shalvovich Okudzhava
8. Em Defesa da Pátria (В защиту Родины) por Viktor Sergeyevich Runov
9. Em Guarda pela Paz (На страже Мира) por Boris Alexandrovich Diev
10. Marcha de Combate (Строевой Марш) por Dmitry Illarionovich Pertsev
11. V Put (В Путь), de Vasily Pavlovich Solovyov-Sedoy

Conclusão
- Curve-se para aqueles Grandes Anos (Поклонимся Великим Тем Годам) por Iosif Kobzon
- Abertura 1812 (versão soviética) de Tchaikovsky
- Dia da Vitória (День Победы) por David Fyodorovich Tukhmanov

### Música do desfile da Colina Poklonnaya
Inspeção e endereço
1. Jubileu Marcha Lenta "25 Anos do Exército Vermelho" (Юбилейный встречный марш "25 лет РККА) por Semyon Tchernetsky
2. Marcha Lenta das Escolas de Oficiais (Встречный Марш офицерских училищ) por Semyon Tchernetsky
3. Marcha Lenta dos Tanquistas (Встречный Марш Танкистов) por Semyon Tchenertsky
4. Marcha Lenta dos Guardas da Marinha (Гвардейский Встречный Марш Военно-Морского Флота) por Nikolai Pavlocich Ivanov-Radkevich
5. Marcha do Regimento Preobrazhensky (Марш Преображенского Полка)
6. Marcha Lenta das Escolas de Oficiais (Встречный Марш офицерских училищ) por Semyon Tchernetsky
7. Marcha Lenta dos Guardas da Marinha (Гвардейский Встречный Марш Военно-Морского Флота) por Nikolai Pavlocich Ivanov-Radkevich
8. Marcha Lenta (Встречный Марш) por Dmitry Pertsev
9. Marcha Lenta do Exército Vermelho (Встречный Марш Красной Армии) por Semyon Tchernetsky
10. Glória (Славься) por Mikhail Glinka
11. Desfile Fanfarra 9 de maio (Парадная Фанфара “9 Мая”) por Nikolai Camokhvalov
12. Hino Estatal da Federação Russa (Canção Patriótica) – Государственный Гимн Российской Федерации (Патриотическая Песня) por Mikhail Glinka
13. Fanfarra (Фанфара)

Coluna de tropas
1. Dia da Vitória (День Победы) por David Fyodorovich Tukhmanov
2. A Despedida da Eslava (Прощание Славянки) por Vasiliy Agapkin
3. Em Defesa da Pátria (В защиту Родины) por Viktor Sergeyevich Runov
4. Em Guarda pela Paz (На страже Мира) por Boris Alexandrovich Diev
5. Marcha de Combate (Строевой Марш) por Dmitry Illarionovich Pertsev
6. Marcha Aérea (Авиамарш) por Yuliy Abramovich Khait
7. Leningrado (Ленинград) por Viktor Sergeyeich Runov
8. Nós Somos o Exército do Povo (Мы Армия Народа) por Georgy Viktorovich Mavsesyan
9. Marcha Esportiva (Спортивный Марш) por Valentin Volkov
10. V Put (В Путь), de Vasily Pavlovich Solovyov-Sedoy

Coluna aérea
- Marcha Aérea (Авиамарш) por Yuliy Abramovich Khait
- Sebastopol Lendária (Легендарный Севастополь) por Bano Muradeli

Coluna de veículos
- Marcha Vitoriosa (Победный Марш) por Nikolai Pavlocich Ivanov-Radkevich
- Saudação a Moscou (Салют Москвы) por Semyon Tchernetsky
- Minha Querida Capital/Minha Moscou (Дорогая Моя Столица/Моя Москва) por Isaac Dunayevsky